# Jovens Conservadores Europeus
O Jovens Conservadores Europeus (em inglês: European Young Conservatives, EYC) é um agrupamento de alas de juventude de partidos políticos conservadores e eurocéticos da Europa.
O EYC é independente e não é filiado a nenhum partido político europeu, mas mantém uma relação não exclusiva com o Partido Conservador e Reformista Europeu.
O EYC é membro pleno da União Internacional dos Jovens Democratas.

## História
O EYC foi fundado em agosto de 1993 pelas alas jovens do Partido Conservador britânico, do Partido Popular Conservador dinamarquês e do Partido da Independência da Islândia, sob a liderança de Andrew Rosindell, então presidente dos Jovens Conservadores do Reino Unido.
O agrupamento surgiu de uma cisão na Comunidade da Juventude Democrata da Europa, de centro-direita, que se dividiu em duas facções: a maior parte, seguindo uma filosofia amplamente democrata-cristã; e a menor, liderada por Rosindell, seguindo uma filosofia amplamente conservadora. Dois pontos cruciais de desacordo eram o escopo da liberalização econômica e a desejabilidade de uma Federação Europeia.
De 1993 a 1997, o grupo foi liderado por Rosindell. O grupo ministrou treinamento a partidos políticos democráticos recém estabelecidos na Rússia, Bielorrússia e Azerbaijão. Foi refundado muito mais tarde por Oliver Cooper.
O EYC geralmente realiza três conferências por ano, sendo a maior a Cúpula da Liberdade, no outono.
Desde 2016, um conflito interno entre nacionalistas cívicos e étnicos surgiu dentro do EYC. Os etnonacionalistas se opunham à filiação de partidos turcos e israelenses e alegavam que o EYC havia "substituído políticas anti-imigração por capitalismo de livre mercado". Como resultado da disputa, ala de juventude do Partido dos Finlandeses anunciou sua retirada em 18 de maio de 2017, com seu líder Samuli Voutila dizendo: "Não podemos ser membros da mesma organização que a ala jovem do novo sultão turco, quando ela age contra os valores europeus". Em 12 de junho, o movimento estoniano Despertar Azul enviou uma carta ao EYC exigindo a expulsão da ala jovem do Partido da Justiça e Desenvolvimento turco em sete dias. A carta foi posteriormente publicada no site Altright.com de Richard B. Spencer.